# Przesłyszenie
Przesłyszenie, przesłyszenie się – przypadek błędnego zrozumienia usłyszanej poprawnej wypowiedzi i zastąpienia jej fragmentu jego homofonem lub wyrażeniem o podobnym brzmieniu. Przesłyszeniem nie jest sytuacja, gdy słuchacz źle zinterpretował intencję mówcy, gdy to mówca się przejęzyczył czy użył malapropizmu. Zjawisko to może być źródłem powstawania słów. Niektórzy twórcy literaccy wykorzystują to zjawisko dla wywołania efektu humorystycznego.

## Informacje ogólne
Źle zinterpretowane formy mogą się utrwalić i być powtarzane. W języku angielskim na skutek błędnej interpretacji, czy głoska „n” należy do przedimka nieokreślonego a/an, czyli przesłyszenia, część słów utraciła pierwotne n (np. staroangielskie a naedre stało się an adder), a część je uzyskała (np. staroangielskie an efeta stało się a newt). W języku polskim podobne zjawisko nastąpiło w nazwie miasta Łek, która na skutek pomylenia form przyimkowych ze Łku, we Łku z potencjalnymi  z Ełku, w Ełku zmieniła się w Ełk.
Przesłyszenia pełnych zdań różnią się od przesłyszeń pojedynczych słów, gdyż słuchacz, źle usłyszawszy jedno słowo w dłuższej wypowiedzi, może również źle zinterpretować inne słowa, aby zachować semantyczną spójność i wewnętrzny sens wypowiedzi. Jako przykład podawane jest przesłyszenie zdania I am going up for my office hours jako I am going up for my vodka sours. Offi- tu zostaje zinterpretowane jako vodka w konsekwencji pomylenia -ce hours z identycznie brzmiącym sours.
Analiza przesłyszeń pozwala na wysuwanie hipotez dotyczących tego, które elementy wypowiedzi wpływają na rozpoznawanie poszczególnych słów, np. czy sylaby akcentowane są lepiej rozpoznawalne niż nieakcentowane, czy samogłoski lepiej niż spółgłoski itp. Przesłyszenie może być objawem halucynacji słuchowych, występujących np. jako skutek zażywania substancji psychoaktywnych.
Według badań prowadzonych wśród użytkowników amerykańskiej odmiany języka angielskiego, w przypadku pojedynczych słów przesłyszenie częściej zachodzi dla słów krótkich niż długich. Źle zrozumiane słowa często mają inną liczbę fonemów niż słowa rzeczywiście wypowiedziane, natomiast zwykle mają tę samą liczbę sylab.

## Przesłyszenia tekstów piosenek i wierszy
Ze względu na zagłuszenie brzmienia głosu przez akompaniament czy niecodzienny podział rytmiczny, przesłyszenia tekstów piosenek mogą się zdarzać w innych warunkach niż w przypadku zwykłej wypowiedzi.
W anglojęzycznej kulturze popularnej funkcjonuje określenie mondegreen, które może oznaczać każde przesłyszenie, ale najczęściej jest stosowane właśnie do przesłyszeń tekstów piosenek, ewentualnie modlitw czy sloganów. Pojawia się ono również w polskich tekstach dotyczących muzyki popularnej. Termin ten został ukuty przez amerykańską pisarkę Sylvię Wright w eseju pt. The Death of Lady Mondegreen. Autorka opisuje w nim, jak będąc dzieckiem, mylnie rozumiała wers ballady pt. The Bonny Earl of Murray.

Gdy byłam mała, matka czytywała mi na głos […], a jeden z moich ulubionych utworów zaczynał się, tak jak to zapamiętałam, następująco:

 Ye Highlands and ye Lowlands,

 Oh, where hae ye been?

 They hae slain the Earl o' Moray,

 And Lady Mondegreen.
Ostatni wers tej zwrotki brzmi w rzeczywistości:
 And laid him on the green.
Jednym z przykładów powtarzających się utrwalonych przesłyszeń jest zwierz Alpuhary słyszany w recytowanym fragmencie Konrada Wallenroda broni się jeszcze z wież Alpuhary / Almanzor z garstką rycerzy. Inne przykłady to the ants are my friends w miejsce the answer my friends w piosence pt. Blowin’ in the Wind  czy excuse me, while I kiss this guy w miejsce excuse me, while I kiss the sky w piosence pt. Purple Haze.
Zdarza się, że piosenkarze, świadomi tego zjawiska, dla żartu celowo na koncertach wykonują pomylone wersje. Humor wynikający z przesłyszenia i powtarzania przekręconej wersji wykorzystał również w swojej poezji Jan Twardowski. Przytoczył on zasłyszaną frazę i niezwyciężonego plask w mordę Samsona, która zastąpiła i niezwyciężonego plastr miodu Samsona w Godzinkach. Podobnie w swoim wierszu Первое свидание trb. Pierwoje swidanije trl. Pervoe svidanie Andriej Bieły używa czasownika дарвалдать trb. darwałdat´ trl. darvaldat′, który jest w rzeczywistości przesłyszeniem frazy дар Валдая trb. dar Wałdaja trl. dar Valdaâ z pieśni Тройка trb. Trojka trl. Trojka. Przesłyszenie to było szczególnie częste u nauczanych języka rosyjskiego Polaków, dla których nazwa miasta Wałdaj była obca.
Zniekształcenie fonetyczne może zachodzić w przypadku słów pieśni poznanych w obcym języku. Przekształcona fraza Kyrie eleison w średniowiecznej polszczyźnie dała nazwę kierleszowi.